# Короне (Перуђа)
Короне је насеље у Италији у округу Перуђа, региону Умбрија.
Према процени из 2011. у насељу је живело 50 становника. Насеље се налази на надморској висини од 475 м.